# Sidymella nigripes
Sidymella nigripes är en spindelart som först beskrevs av Cândido Firmino de Mello-Leitão 1947. 
Sidymella nigripes ingår i släktet Sidymella och familjen krabbspindlar. Inga underarter finns listade i Catalogue of Life.